# Storia di Reckitt & Colman e Benckiser
La Reckitt Benckiser è nata tra la fusione della britannica Reckitt & Colman e della olandese Benckiser. Di seguito viene riportata la storia di queste 2 aziende.

## Reckitt & Colman
Nel 1814 Jeremian Colman fonda la Colman's. Nel 1840 Isacc Reckitt fonda la Reckitt & Sons. Dal 1884 la Reckitt & Sons entra nella London Stock Exchange.
Nel 1938 le due aziende si fondono formando la Reckitt & Colman.
Nel 1995 compra il settore cibi della Colman's.

## Benckiser
Nel 1823 Johann A. Benckiser fonda in Germania la Benckiser. I prodotti principali sono quelli chimici.
Nel 1988 acquistò la Mira Lanza, prima facente parte della Montedison, un'azienda di prodotti casalinghi (principalmente detersivi e saponi).
Nel 1997 sposta la sua sede nei Paesi Bassi e diventa pubblica.